# SN 2000da
SN 2000da – supernowa typu II odkryta 4 sierpnia 2000 roku w galaktyce UGC 5. W momencie odkrycia miała maksymalną jasność 17,80m.